# Harricana
Harricana nebo také Harricanaw je řeka v Kanadě, dlouhá 533 km. Název pochází z algonkinského výrazu Nanikana (řeka sucharů, podle plochých konkrecí zvaných Pierres de fée, které jsou nacházeny na jejích březích).
Vytéká z jezera Lac Blouin u města Val-d'Or v regionu Abitibi-Témiscamingue provincie Québec. Teče severozápadním směrem, překračuje hranici mezi Québekem a Ontariem a nedaleko Moosonee se vlévá do Hannah Bay, která je výběžkem Jamesovy zátoky. Významnými přítoky jsou Plamondon, Turgeon a Kesagami. Povodí Harricany má rozlohu 29 300 km², spád toku je 0,57 ‰ a průměrný průtok 570 m³/s. Řeka je splavná do vzdálenosti 170 km od ústí.
Povodí řeky bylo původně součástí Země prince Ruprechta a zmapoval je roku 1801 Alexander Mackenzie. Osidlování oblasti začalo po začlenění do Québecu v roce 1898 a v roce 1912 bylo založeno město Amos. Region je významný díky papírenskému průmyslu a těžbě lithia. Řeka je také často navštěvována rekreačními kanoisty.